# Maszin Sazi Tebriz
Machine Sazi Tabriz Football Club (pers. باشگاه فوتبال ماشین سازی تبریز) – irański klub piłkarski, grający w Azadegan League, mający siedzibę w mieście Tebriz.

## Sukcesy
- League 2
  - mistrzostwo (1): 1975/76
  - wicemistrzostwo (2): 1993/1994, 2015/2016
- Tabriz League
  - mistrzostwo (7): 1980/1981, 1981/1982, 1983/1984, 1985/1986, 1986/1987, 1987/1988, 1988/1989
  - wicemistrzostwo (1): 1982/1983

## Stadion
Domowe mecze klub rozgrywa na stadionie Bonyan Diesel Stadium, leżącym w mieście Tebriz. Stadion może pomieścić 12000 widzów.